# Liste de compositeurs estoniens
Cette page propose une liste de compositeurs estoniens.

## A
- Els Aarne (1917–1995)
- Evald Aav (1900–1939)
- Juhan Aavik (1884–1982)
- Tauno Aints (1975-)
- Edgar Arro (1911–1978)
- Lydia Auster (1912–1993)

## B
- Johannes Bleive (1909–1991)
- Ludwig Busbetzky (XVIIe siècle)

## E
- René Eespere (1953–)
- Olav Ehala (1950–)
- Heino Eller (1887–1970)
- Gustav Ernesaks (1908–1993)

## G
- Anatoli Garšnek (1918–1998)
- Igor Garšnek (1958–)
- Galina Grigorjeva (1962–)
- Sven Grünberg (1956–)

## H
- Miina Härma (1864–1941)
- Karl August Hermann (1851–1909)
- Otto Hermann (1878–1933)
- Hans Hindpere (1928–2012)
- Johannes Hiob (1907–1942)
- Age Hirv (1973–)

## J
- Lauri Jõeleht (1974–)
- Heino Jürislau (1930–1991)
- Robert Jürjendal (en) (1966–)
- Juhan Jürme (de) (1896–1943)

## K
- Andrus Kallastu (de) (1967–)
- Raimo Kangro (1949–2001)
- Artur Kapp (1878–1952)
- Eugen Kapp (en) (1908–1996)
- Villem Kapp (en) (1913–1964)
- Johannes Kappel (de) (1855–1907)
- Hillar Kareva (en) (1931–1992)
- Alfred Karindi (en) (1901–1969)
- Tõnis Kaumann (de) (1971–)
- Tiina Kiilaspea (1947–)
- Jaan Koha (de) (1929–1993)
- Kustas Kikerpuu (en) (1937–2008)
- Margo Kõlar (en) (1961–)
- Kristjan Kõrver (en) (1976–)
- Tõnu Kõrvits (1969–)
- Kerri Kotta (et) (1969–)
- Tatjana Kozlova-Johannes (en) (1977–)
- Cyrillus Kreek (1889–1962)
- Ülo Krigul (en) (1978–)
- Alisson Kruusmaa (et) (1992–)
- Raimund Kull (en) (1882–1942)
- Aleksander Kunileid (en) (1845–1875)
- Mati Kuulberg (en) (1947–2001)

## L
- Aleksander Läte (en) (1860–1948)
- Raimond Lätte (de) (1931–1997)
- Artur Lemba (1885–1963)
- Heino Lemmik (de) (1931–1983)
- Tarmo Lepik (et) (1946–2001)
- Hugo Lepnurm (de) (1914–1999)
- Märt-Matis Lill (en) (1975–)
- Mihkel Lüdig (en) (1880–1958)

## M
- Ester Mägi (1922–2021)
- Arne Männik (1947–)
- Malle Maltis (1977–)
- Anti Marguste (1931–2016)
- Kristo Matson (1980–)
- Alo Mattiisen (1961–1996)

## N
- Tõnu Naissoo (1951–)
- Uno Naissoo (1928–1980)
- Verner Nerep (1895–1959)
- Leo Normet (1922–1995)

## O
- Arne Oit (1928–1975)
- Eduard Oja (1905–1950)
- Valter Ojakäär (1923–2016)
- Harri Otsa (1926–2001)

## P
- Boris Parsadanian (1925–1997)
- Arvo Pärt (1935–)
- Riho Päts (1899–1977)
- Aaro Pertmann (1971–)
- Alo Põldmäe (1945–)

## R
- Jaan Rääts (1932–2020)
- Kaljo Raid (1921–2005)
- Rein Rannap (1953–)
- Ülo Raudmäe (1923–1990)
- Villem Reimann (1906–1992)
- Jüri Reinvere (1971–)
- Rauno Remme (1969–2002)
- Piret Rips (1965–)
- Richard Ritsing (1903–1994)
- Helmut Rosenvald (1929–2020)

## S
- Mart Saar (1882–1963)
- Friedrich August Saebelmann (1851–1911)
- Olev Sau (1929–2015)
- Mart Siimer (1967–)
- Juhan Simm (1885–1959)
- Kuldar Sink (1942–1995)
- Marje Sink (1910–1979)
- Urmas Sisask (1960–)
- Timo Steiner (1976–)
- Peeter Süda (1883–1920)
- Lepo Sumera (1950–2000)

## T
- Mirjam Tally (1976–)
- Eino Tamberg (1930–2010)
- Jüri Tamverk (1954–)
- Gennadi Taniel (1940–2015)
- Aleksander Eduard Thomson (1845–1917)
- Rudolf Tobias (1873–1918)
- Roman Toi (1916–2018)
- August Topman (1882–1968)
- Helen Tobias-Duesberg (1919–2010)
- Veljo Tormis (1930–2017)
- Toomas Trass (1966–)
- Eduard Tubin (1905–1982)
- Toivo Tulev (1958–)
- Helena Tulve (1972–)
- Konstantin Türnpu (1865–1927)
- Erkki-Sven Tüür (1959–)

## U
- Andres Uibo (1956–)
- Artur Uritamm (1901–1982)
- Pärt Uusberg (1986–)

## V
- Peeter Vähi (1955–)
- Raimond Valgre (1913–1949)
- Mariliis Valkonen (1981–)
- Ardo Ran Varres (1974–)
- Adolf Vedro (1890–1944)
- Villu Veski (1962–)
- Enn Vetemaa (1936–2017)
- Tuudur Vettik (1898–1982)
- Mari Vihmand (1967–)
- Liis Viira (1983–)
- Ülo Vinter (1934–2000)
- Toomas Voll (1958–)
- Enn Võrk (1905–1962)

## W
- Adalbert Wirkhaus (1880-1961)